# El pequeño vampiro en la granja
El pequeño vampiro en la granja (en alemán Der Kleine Vampir) es el cuarto libro de la saga del mismo nombre, escritos por Angela Sommer-Bodenburg.

## Trama
Las vacaciones en la granja de malota no prometen ser muy emocionantes para nicol sofia. El pequeño vampiro está escondido en los alrededores, bastante incómodo entre gallinas y cerdos. Puede alimentarse solamente de huevos, perforándolos por la noche con los colmillos y bebiéndose el líquido. Esto, por supuesto, es advertido por la granjera, que culpa a Anton de la supuesta gamberrada. Más tarde, Rüdiger se harta de comer huevos y quiere sangre humana, Anton tiene que ayudarle en la búsqueda de una víctima. Sin embargo sucede que el pequeño vampiro cae precisamente en la casa de un experto en vampiros, y solo gracias al esfuerzo y astucia de Anton puede escapar.
- Datos: Q5826112